# 명의개서
명의개서(名義改書)란 권리자의 변경에 따라 장부 또는 증권의 명의인의 표시를 고쳐 쓰는 행동을 말하는 회사법의 개념이다. 기명식증권(記名式證券)의 권리이전의 사실을 공시하여 제3자에게 대항할 수 있도록 하기 위해 이루어진다. 주식회사에 있어서, 주주명부에는 주주의 성명과 주소, 각 주주가 가진 주식의 종류와 그 수, 주권의 번호, 각 주식의 취득연월일을 기재하는데(대한민국 상법 제352조 제1항 1호~3호), 주식의 이전으로 주주가 교체되었을 경우 그 취득자를 주주명부에 주주로 기재하는 것을 말한다.

## 명의개서 미필주주의 지위
상법 제337조 제1항은 '주식의 이전은 주주명부에 기재하지 아니하면 회사에 대항하지 못한다'고 규정하고 있으므로 명의개서 미필주주는 회사에 대해 주주로서의 권리를 행사할 수 없다. 다만 회사가 부당하게 명의개서를 거절하거나 지연되고 있는 등 극히 예외적인 사정이 인정되는 경우에는 미필주주의 권리행사가 예외적으로 인정될 수 있다.
반대로 명문의 규정은 없으나 회사가 임의로 명의개서 미필주주의 권리행사를 인정할 수 있는지 문제된다. 최근 대법원 전원합의체는 종래의 견해를 바꾸어 '회사도 주주명부의 기재에 구속되어, 명의개서 미필주주의 주주권 행사를 인정할 수 없다'고 보아 쌍면적 구속설의 입장이다.

## 명의개서의 부당거절
명의개서의 부당거절이란 주식의 양도가 적법하고 명의개서청구가 적법함에도 불구하고 회사가 명의개서를 거절하는 것을 말한다. 명의개서를 부당하게 거절당한 주주는 회사를 상대로 명의개서청구소송, 민사집행법상의 보전소송으로서의 임시주주의 지위를 정하는 가처분신청, 명의개서를 거절한 이사 또는 회사에 대해 손해배상 등을 청구할 수 있다. 좀 더 직접적인 구제수단으로 명의개서를 하지 않은 상태에서 주주권을 직접 행사할 수도 있다.

## 판례
- 기명주식을 취득한 자가 회사에 대하여 주주로서의 자격을 인정받기 위하여는 주주명부에 그 취득자의 성명과 주소를 기재하여야 하고, 취득자가 그 명의개서를 청구할 때에는 특별한 사정이 없는 한 회사에게 그 취득한 주권을 제시하여야 하므로, 주식을 증여받은 자가 회사에 그 양수한 내용만 통지하였다면 그 통지 사실만 가지고는 회사에 명의개서를 요구한 것으로 보기 어렵다.[3]

##### 명의개서청구권
- 명의개서청구권은 기명주식을 취득한 자가 회사에 대하여 주주권에 기하여 그 기명주식에 관한 자신의 성명, 주소등을 주주명부에 기재하여 줄 것을 청구하는 권리로서 기명주식을 취득한 자만이 그 기명주식에 관한 명의개서청구권을 행사할 수 있다. 또한 기명주식의 취득자는 원칙적으로 취득한 기명주식에 관하여 명의개서를 할 것인지 아니면 명의개서 없이 이를 타인에게 처분할 것인지 등에 관하여 자유로이 결정할 권리가 있으므로, 주식 양도인은 다른 특별한 사정이 없는 한 회사에 대하여 주식 양수인 명의로 명의개서를 하여 달라고 청구할 권리가 없다.[4]

##### 명의개서의 효력
- 상법상 주권의 점유자는 적법한 소지인으로 추정하고 있으나(제336조 제2항) 이는 주권을 점유하는 자는 반증이 없는 한 그 권리자로 인정된다는 것, 즉 주권의 점유에 자격수여적 효력을 부여한 것이므로 이를 다투는 자는 반대사실을 입증하여 반증할 수 있고, 또한 등기주식의 이전은 취득자의 성격과 주소를 주주명부에 기재하여야만 회사에 대하여 대항할 수 있는 바(제337조 제1항), 이 역시 주주명부에 기재된 명의상의 주주는 실질적 권리를 증명하지 않아도 주주의 권리를 행사할 수 있게 한 자격수여적 효력만을 인정한 것뿐이지 주주명부의 기재에 창설적 효력을 인정하는 것이 아니므로 반증에 의하여 실질상 주식을 취득하지 못하였다고 인정되는 자가 명의개서를 받았다 하여 주주의 권리를 행사할 수 있는 것은 아니다.[5]
- 주식을 양도받은 주식양수인들이 명의개서를 청구하였는데도 위 주식양도에 입회하여 그 양도를 승낙하였고 더구나 그 후 주식양수인들의 주주로서의 지위를 인정한 바 있는 회사의 대표이사가 정당한 사유 없이 그 명의개서를 거절한 것이라면 회사는 그 명의개서가 없음을 이유로 그 양도의 효력과 주식양수인의 주주로서의 지위를 부인할 수 없다.[6]
- 주식을 취득한 자가 회사에 대하여 의결권을 주장할 수 있기 위하여는 주주명부에 주주로서 명의개서를 하여야 하므로, 명의개서를 하지 아니한 주식양수인에 대하여 주주총회소집통지를 하지 않았다고 하여 주주총회결의에 절차상의 하자가 있다고 할 수 없다.[7]
- 상법 제461조에 의하여 주식회사가 이사회의 결의로 준비금을 자본에 전입하여 주식을 발행할 경우에는 회사에 대한 관계에서는 이사회의 결의로 정한 일정한 날에 주주명부에 주주로 기재된 자만이 신주의 주주가 된다고 할 것이므로 갑이 병 주식회사의 기명주식을 실질적으로 취득하였으나 병 주식회사의 이사회가 신주를 발행하면서 정한 기준일 현재 갑이 기명주주의 명의개서를 하지 아니하여 을이 그 주주로 기재되어 있었다면 병 주식회사에 대한 관계에서는 신주의 주주는 을이라 할 것이다.[8]

##### 명의개서 지체중의 이익의 귀속의 문제
- 상법 제416조에 의하여 주식회사가 주주총회나 이사회의 결의로 신주를 발행할 경우에 발생하는 구체적 신주인수권은 주주의 고유권에 속하는 것이 아니고 위 상법의 규정에 의하여 주주총회나 이사회의 결의에 의하여 발생하는 구체적 권리에 불과하므로, 그 신주인수권은 주주권의 이전에 수반되어 이전되지 아니하는 바, 회사가 신주를 발행하면서 그 권리의 귀속자를 주주총회나 이사회의 결의에 의한 일정 시점에 있어서의 주주명부에 기재된 주주로 한정할 경우 그 신주인수권은 그 일정 시점에 있어서의 실질상의 주주인가의 여부와 관계없이 회사에 대하여 법적으로 대항할 수 있는 주주, 즉 주주명부에 기재된 주주에게 귀속된다.[3]

## 같이 보기
- 명의사칭
- 명의신탁
- 신주인수권